# Асмир Каєвич
Асмир Каєвич (серб. Asmir Kajević, нар. 15 лютого 1990, Рожає) — чорногорський футболіст, півзахисник клубу «Дечич» та національної збірної Чорногорії.
Виступав також за клуб «Чукарички».
Володар Кубка Швейцарії. 

## Клубна кар'єра
Народився 15 лютого 1990 року в місті Рожає. Вихованець юнацьких команд футбольних клубів «Ібар» та «Борча».
У дорослому футболі дебютував 2008 року виступами за команду «Борча», в якій провів чотири сезони, взявши участь у 68 матчах чемпіонату. 
Згодом з 2012 по 2016 рік грав у складі команд «Цюрих-2», «Цюрих» та «Рієка».
Своєю грою за останню команду привернув увагу представників тренерського штабу клубу «Чукарички», до складу якого приєднався 2016 року. Відіграв за белградську команду наступні шість сезонів своєї ігрової кар'єри. Більшість часу, проведеного у складі «Чукаричок», був основним гравцем команди.
Протягом 2022—2024 років захищав кольори клубів «Ухань Чжоер» та «Воєводина».
До складу клубу «Дечич» приєднався 2024 року. Станом на 3 aprilo 2025 року відіграв за клуб з Тузі 20 матчів в національному чемпіонаті.

## Виступи за збірні
2007 року дебютував у складі юнацької збірної Чорногорії (U-19), загалом на юнацькому рівні взяв участь у 8 іграх, відзначившись одним забитим голом.
Протягом 2010–2012 років залучався до складу молодіжної збірної Чорногорії. На молодіжному рівні зіграв у 17 офіційних матчах, забив 3 голи.
2018 року дебютував в офіційних матчах у складі національної збірної Чорногорії.

## Титули і досягнення
- Володар Кубка Швейцарії (1):

«Цюрих»: 2013-2014